# 15 Year Killing Spree
15 Year Killing Spree es una caja recopilatoria de la banda estadounidense de death metal Cannibal Corpse. Se lanzó el 4 de noviembre de 2003 a través del sello discográfico Metal Blade Records. El recopilatorio se divide en tres discos y un DVD.

## Lista de canciones
| Disco 1 |                                            |                                                                     |          |  |
| N.º     | Título                                     | Escritor(es)                                                        | Duración |  |
| 1.      | «Shredded Humans»                          | Chris Barnes, Paul Mazurkiewicz, Jack Owen, Bob Rusay, Alex Webster | 5:11     |  |
| 2.      | «Put Them to Death»                        | Barnes, Mazurkiewicz, Owen, Rusay, Webster                          | 1:48     |  |
| 3.      | «Born in a Casket»                         | Barnes, Mazurkiewicz, Owen, Rusay, Webster                          | 3:19     |  |
| 4.      | «A Skull Full of Maggots»                  | Barnes, Mazurkiewicz, Owen, Rusay, Webster                          | 2:06     |  |
| 5.      | «Gutted»                                   | Barnes, Mazurkiewicz, Owen, Rusay, Webster                          | 3:15     |  |
| 6.      | «Covered with Sores»                       | Barnes, Mazurkiewicz, Owen, Rusay, Webster                          | 3:17     |  |
| 7.      | «Vomit the Soul»                           | Barnes, Mazurkiewicz, Owen, Rusay, Webster                          | 4:30     |  |
| 8.      | «Hammer Smashed Face»                      | Barnes, Mazurkiewicz, Owen, Rusay, Webster                          | 4:04     |  |
| 9.      | «Addicted to Vaginal Skin»                 | Barnes, Mazurkiewicz, Owen, Rusay, Webster                          | 3:32     |  |
| 10.     | «The Cryptic Stench»                       | Barnes, Mazurkiewicz, Owen, Rusay, Webster                          | 3:58     |  |
| 11.     | «Staring Through the Eyes of the Dead»     | Barnes, Owen, Webster                                               | 3:30     |  |
| 12.     | «Stripped, Raped and Strangled»            | Barnes, Rob Barrett, Owen, Webster                                  | 3:27     |  |
| 13.     | «The Pick-Axe Murders»                     | Barnes, Webster                                                     | 3:03     |  |
| 14.     | «The Bleeding»                             | Barnes, Owen                                                        | 4:20     |  |
| 15.     | «Zero the Hero» (Versión de Black Sabbath) | Geezer Butler, Ian Gillan, Tony Iommi, Bill Ward                    | 6:35     |  |

| Disco 2 |                                      |                                            |          |  |
| N.º     | Título                               | Escritor(es)                               | Duración |  |
| 1.      | «Devoured by Vermin»                 | Barrett, Webster                           | 3:12     |  |
| 2.      | «Disfigured»                         | George Fisher, Webster                     | 3:49     |  |
| 3.      | «Monolith»                           | Mazurkiewicz, Webster                      | 4:25     |  |
| 4.      | «I Will Kill You»                    | Webster                                    | 2:48     |  |
| 5.      | «Sentenced to Burn»                  | Webster                                    | 3:07     |  |
| 6.      | «Gallery of Suicide»                 | Mazurkiewicz, Owen, Webster                | 3:56     |  |
| 7.      | «Dead Human Collection»              | Mazurkiewicz, O'Brien                      | 2:30     |  |
| 8.      | «The Spine Splitter»                 | Mazurkiewicz, Owen                         | 3:10     |  |
| 9.      | «Pounded into Dust»                  | Webster                                    | 2:17     |  |
| 10.     | «I Cum Blood» (Live)                 | Barnes, Mazurkiewicz, Owen, Rusay, Webster | 4:06     |  |
| 11.     | «Fucked With a Knife» (Live)         | Barnes, Webster                            | 2:27     |  |
| 12.     | «Unleashing the Bloodthirsty» (Live) | Webster                                    | 4:15     |  |
| 13.     | «Meathook Sodomy» (Live)             | Barnes, Mazurkiewicz, Owen, Rusay, Webster | 5:16     |  |
| 14.     | «Savage Butchery»                    | Owen, Webster                              | 1:51     |  |
| 15.     | «Pit of Zombies»                     | Webster                                    | 3:59     |  |
| 16.     | «Sanded Faceless»                    | Mazurkiewicz, O'Brien                      | 3:52     |  |
| 17.     | «Systematic Elimination»             | Mazurkiewicz, O'Brien                      | 2:52     |  |

| Disco 3 |                                                          |                                                         |          |  |
| N.º     | Título                                                   | Escritor(es)                                            | Duración |  |
| 1.      | «A Skull Full of Maggots (Demo)»                         | Barnes, Mazurkiewicz, Owen, Rusay, Webster              | 2:25     |  |
| 2.      | «The Undead Will Feast (Demo)»                           | Barnes, Mazurkiewicz, Owen, Rusay, Webster              | 3:01     |  |
| 3.      | «Scattered Remains, Splattered Brains (Demo)»            | Barnes, Mazurkiewicz, Owen, Rusay, Webster              | 2:41     |  |
| 4.      | «Put Them to Death (Demo)»                               | Barnes, Mazurkiewicz, Owen, Rusay, Webster              | 1:53     |  |
| 5.      | «Bloody Chunks (Demo)»                                   | Barnes, Mazurkiewicz, Owen, Rusay, Webster              | 2:26     |  |
| 6.      | «Unburied Horror»                                        | Barnes, Webster                                         | 3:28     |  |
| 7.      | «Mummified in Barbed Wire (Demo)»                        | Barnes, Webster                                         | 3:07     |  |
| 8.      | «Gallery of the Obscene»                                 | Barnes, Webster                                         | 3:37     |  |
| 9.      | «To Kill Myself»                                         | Barnes, Owen                                            | 3:41     |  |
| 10.     | «Bloodlands (Demo)»                                      | Barnes, Webster                                         | 4:29     |  |
| 11.     | «Puncture Wound Massacre (Demo)»                         | Barnes, Webster                                         | 1:43     |  |
| 12.     | «Devoured by Vermin (Demo)»                              | Barnes, Barrett, Webster                                | 3:11     |  |
| 13.     | «Chambers of Blood (Demo)»                               | Webster                                                 | 4:10     |  |
| 14.     | «Dismembered and Molested (Demo)»                        | Owen, Webster                                           | 1:57     |  |
| 15.     | «Gallery of Suicide (Demo)»                              | Mazurkiewicz, Webster                                   | 3:58     |  |
| 16.     | «Unite the Dead (Demo)»                                  | Owen, Webster                                           | 3:04     |  |
| 17.     | «Crushing the Despised (Demo)»                           | Owen, Webster                                           | 1:50     |  |
| 18.     | «Headless (Demo)»                                        | Mazurkiewicz, Webster                                   | 2:26     |  |
| 19.     | «Bethany Home (A Place to Die)» (Versión de The Accüsed) | Dana Collins, Blaine Cook, Tommy Niemeyer, Alex Sibbald | 3:19     |  |
| 20.     | «Endless Pain» (Versión de Kreator)                      | Roberto Fioretti, Mille Petrozza, Jürgen Reil           | 3:10     |  |
| 21.     | «Behind Bars» (Versión de Razor)                         | Dave Carlo                                              | 2:19     |  |

## Disco 4 (DVD)
| First live Cannibal Corpse show 1989 |                                        |          |  |
| N.º                                  | Título                                 | Duración |  |
| 1.                                   | «Scattered Remains, Splattered Brains» |          |  |
| 2.                                   | «The Undead Will Feast»                |          |  |
| 3.                                   | «Escape the Torment»                   |          |  |
| 4.                                   | «Bloody Chunks»                        |          |  |
| 5.                                   | «Enter at Your Own Risk»               |          |  |
| 6.                                   | «Put Them to Death»                    |          |  |
| 7.                                   | «A Skull Full of Maggots»              |          |  |

| Butchered at Birth" studio footage 1991 | |          |  |
| N.º                                     | Título                                                                                                | Duración |  |
| 1.                                      | «Drum Sessions for the track 'Covered With Sores' & Bass Guitar Overdub for the track 'Innards Decay» |          |  |

| Cannibal Corpse Eats Moscow Alive (1993) |                                        |          |  |
| N.º                                      | Título                                 | Duración |  |
| 1.                                       | «Shredded Humans»                      |          |  |
| 2.                                       | «The Cryptic Stench»                   |          |  |
| 3.                                       | «Meathook Sodomy»                      |          |  |
| 4.                                       | «Edible Autopsy»                       |          |  |
| 5.                                       | «I Cum Blood»                          |          |  |
| 6.                                       | «Gutted»                               |          |  |
| 7.                                       | «Entrails Ripped from a Virgin's Cunt» |          |  |
| 8.                                       | «Beyond The Cemetery»                  |          |  |
| 9.                                       | «A Skull Full of Maggots»              |          |  |

| Live at The Palace, Hollywood, CA 2002 |                                 |          |  |
| N.º                                    | Título                          | Duración |  |
| 1.                                     | «From Skin to Liquid»           |          |  |
| 2.                                     | «Savage Butchery»               |          |  |
| 3.                                     | «Devoured by Vermin»            |          |  |
| 4.                                     | «Stripped, Raped and Strangled» |          |  |
| 5.                                     | «Disposal of The Body»          |          |  |
| 6.                                     | «Pounded Into Dust»             |          |  |
| 7.                                     | «Addicted to Vaginal Skin»      |          |  |
| 8.                                     | «Meathook Sodomy»               |          |  |
| 9.                                     | «Pit of Zombies»                |          |  |
| 10.                                    | «Hammer Smashed Face»           |          |  |